# El Carmel
El Carmel este un cartier din districtul 7, Horta-Guinardó, al orasului Barcelona.